# Liste der Gebirgspässe in Namibia

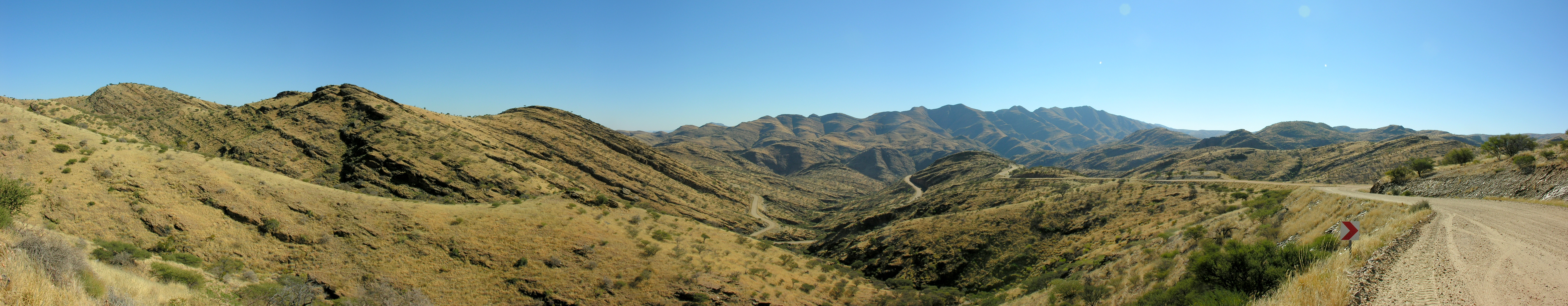
Der Gamsberg-Pass von der Hauptstraße C26 aus gesehen

Dies ist eine Liste der Gebirgspässe in Namibia.
Die meisten Gebirgspässe in Namibia liegen innerhalb von Gebirgszügen der Großen Randstufe und werden durch Straßen erschlossen. Die Große Randstufe verläuft in Namibia von Nord nach Süd und bildet mit Ausnahme der Randstufenlücke östlich von Swakopmund eine durchgehende Berglandschaft.

## Liste
| Name                             | Pass- Höhe | Max. Steigung | Berg/Gebirge                 | Straße | von / nach                           | Region                | Geografische Koordinaten      |
| -------------------------------- | ---------- | ------------- | ---------------------------- | ------ | ------------------------------------ | --------------------- | ----------------------------- |
| Bosua-Pass                       | 1861 m     | 20 %          | Witwatersberg/Khomashochland | C28    | Swakopmund / Curt von François-Feste | Erongo/Khomas         | 22° 41′ 25″ S, 015° 58′ 19″ O |
| Gamsberg-Pass                    | 1494 m     | 11 %          | Gamsberg/Hakosberge          | C26    | Rostock / Göllschau                  | Khomas                | 23° 14′ 00″ S, 016° 15′ 00″ O |
| Gaub-Pass                        | 0755 m     | 06 %          | Kuiseb-Canyon                | C14    | Walvis Bay / Solitaire               | Khomas                | 23° 28′ 50″ S, 015° 45′ 51″ O |
| Grootberg-Pass                   | 1645 m     |               | Grootberg                    | D2620  | Palmwag / Kamanjab                   | Kunene                | 19° 50′ 00″ S, 014° 08′ 00″ O |
| Joubert-Pass                     | 1600 m     | 18 %          | Joubertberge                 | C43    | Opuwo / Sesfontein                   | Kunene                | 19° 22′ 44″ S, 013° 52′ 19″ O |
| Kuiseb-Pass                      | 0872 m     | 11 %          | Kuiseb-Canyon                | C14    | Walvis Bay / Solitaire               | Erongo                | 23° 18′ 08″ S, 015° 46′ 31″ O |
| Kupferberg-Pass                  | 2050 m     | 08 %          | Kupferberg/Khomashochland    | C26    | Göllschau / Windhoek                 | Khomas                | 22° 43′ 47″ S, 016° 56′ 15″ O |
| Otavi-Tsumeb-Pass                | 1478 m     | 07 %          | Otaviberge                   | B1     | Otavi / Tsumeb                       | Otjozondjupa/Oshikoto | 19° 20′ 34″ S, 017° 38′ 54″ O |
| Remhoogte-Pass                   | 1550 m     | 10 %          | Remhoogteberge               | C24    | Solitaire / Rehoboth                 | Khomas                | 23° 58′ 14″ S, 016° 15′ 38″ O |
| Robbie’s-Pass                    | 1283 m     |               | Joubertberge                 | C43    | Opuwo / Sesfontein                   | Kunene                | 18° 39′ 00″ S, 013° 32′ 00″ O |
| Spreetshoogte-Pass               | 1676 m     | 22 %          | Rantberge                    | D1275  | Solitaire / Rehoboth                 | Khomas                | 23° 38′ 00″ S, 016° 11′ 00″ O |
| Tsaris-Pass (Tsaris-Hoogte Pass) | 1630 m     | 06 %          | Tsarisberge                  | C19    | Sesriem / Maltahöhe                  | Hardap                | 24° 55′ 44″ S, 016° 25′ 10″ O |
| Us-Pass (Us-Hoogte Pass)         | 1812 m     | 10 %          | Hakosberge                   | D1982  | Walvisbaai / Windhoek                | Khomas                | 22° 57′ 40″ S, 016° 31′ 00″ O |
| Van Zyl’s Pass                   | 948 m      | 25 %          | Otjihipaberge                | D3703  | Okahorohombo / Opuwo                 | Kunene                | 17° 38′ 00″ S, 012° 42′ 00″ O |